# زمین‌ساخت نمک

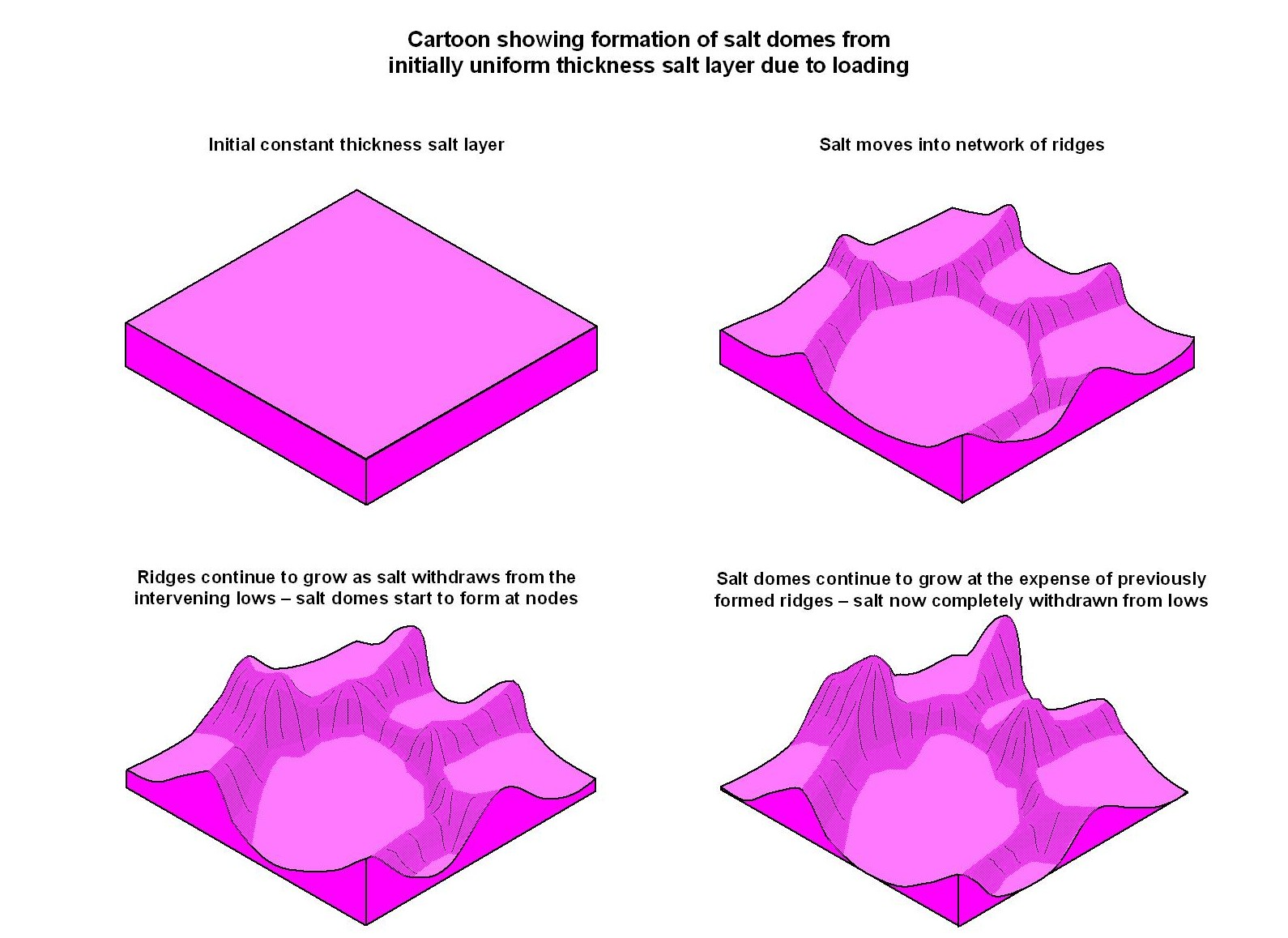
شکل‌گیری گنبد نمکی

زمین‌ساخت نمک (انگلیسی: Salt tectonics) یا زمین‌ساخت نمکی با فرایندهای مرتبط با حضور ضخامت‌های قابل توجهی از سنگ‌های تبخیری دارای سنگ نمک با توالی چینه‌شناسی این سنگ‌ها ارتباط دارد. این فرایند به دلیل چگالی پایین نمک و قدرت کم آن است که با دفن‌شدن در زیر دیگر لایه‌ها زیاد نمی‌شود.
ساختارهای نمکی (به استثنای لایه‌های تغییرشکل‌نیافته نمک) در بیش از ۱۲۰ حوضه رسوبی در سراسر دنیا یافت می‌شود.

## ساختارهای نمکی غیرفعال
این ساختارها ممکن است در طول بارگذاری رسوبی مستمر و بدون هیچ گونه تأثیر زمین‌ساختی خارجی، به دلیل ناپایداری گرانشی تشکیل شوند. چگالی سنگ نمک خالص حدود ۲۱۶۰ کیلوگرم بر متر مکعب است. چگالی رسوبات در ابتدای نهشته‌گذاری، به‌طور کلی کمتر از ۲۰۰۰ کیلوگرم بر متر مکعب است، اما با نهشته‌گذاری و تراکم رسوبات، چگالی آن‌ها به ۲۵۰۰ کیلوگرم بر متر مکعب افزایش می‌یابد که از چگالی نمک بیشتر است. هنگامی که لایه‌های پوشاننده متراکم تر شدند، لایه ضعیف نمک به دلیل نوعی از ناپایداری ریلی–تیلور، به یک سری عارضه‌های مشخص از برجستگی‌ها و فرورفتگی‌ها تغییر شکل می‌یابد. رسوب‌گذاری‌های بعدی در چاله‌ها و فرورفتگی‌ها متمرکز خواهد شد و دور شدن نمک از آن‌ها به سمت برجستگی‌ها و پشته‌ها ادامه خواهد یافت. در اواخر این فرایند، دیاپبرها در محل اتصال بین پشته‌ها آغاز شده و رشد آنها با حرکت نمک در طول سیستم پشته تغذیه شده و تا زمان اتمام ذخیره نمک ادامه می‌یابد. طی مراحل بعدی این فرایند و هم‌زمان با نهشته‌گذاری بیشتر که با بالا آمدن دیاپیر مطابقت دارد، بخش بالای دیاپیر در سطح یا نزدیک آن باقی می‌ماند. گورلبن و گنبد نمکی در آلمان، نمونه ای از ساختار نمک کاملاً غیرفعال هستند.

## ساختارهای نمکی فعال

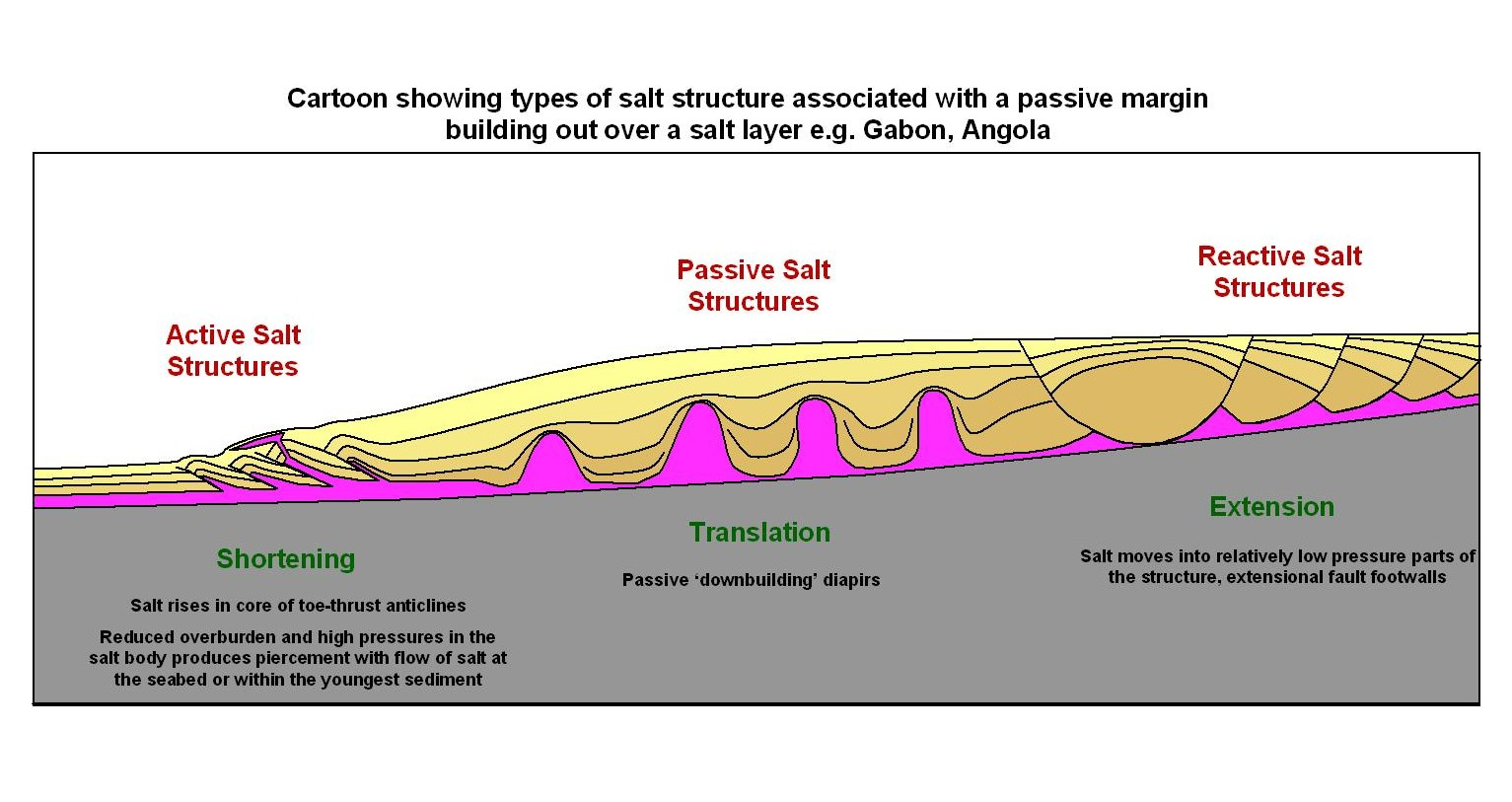
ساختارهای مرتبط با حاشیه غیرفعال

زمین‌ساخت فعال، احتمال ایجاد ساختارهای نمکی را افزایش می‌دهد. در زمین‌ساخت کششی، گسلش هم استحکام لایه‌های بالایی را کاهش می‌دهد و هم آن را نازک می‌کند. در مناطق تحت تأثیر زمین‌ساخت راندگی، خم‌شدن و چین‌خوردگی لایه‌های بالایی به نمک اجازه می‌دهد تا به هسته تاقدیس‌ها برود که نمونه آن در گنبدهای نمکی در کوه‌های زاگرس و گنبد نمکی ال دوردو در شمال‌شرق مکزیک دیده می‌شود.
اگر فشار داخل بدنه نمک به اندازه کافی زیاد شود، ممکن است بتواند از لایه‌های بالایی خود عبور کند. بسیاری از دیاپیرهای نمکی ممکن است حاوی مشخصات حرکت فعال و غیرفعال نمک باشند. یک ساختار نمکی فعال ممکن است لایه‌های بالایی خود را شکافته و از آن پس به گسترش خود به عنوان یک دیاپیر نمکی صرفاً غیرفعال ادامه دهد.